# Sipke Castelein (schaatser)

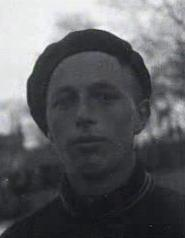
Sipke Castelein na zijn overwinning van de Elfstedentocht van 1933

Sipke Castelein (Wartena, 23 april 1910 – aldaar, 31 maart 1995) was een Nederlandse schaatser.

## Vijfde Elfstedentocht
In de Elfstedentocht van 1933 werd Castelein eerste, samen met Abe de Vries uit Dronrijp. Beiden besloten gezamenlijk over de finish te komen maar De Vries zag de eindstreep niet waardoor die ongewild als eerste over de finish kwam. De jury besloot echter dat beiden op de eerste plaats kwamen te staan, ex aequo dus.

## Resultaten
| jaar | Elfstedentocht |
| ---- | -------------- |
| 1933 | Goud           |

- International Standard Name Identifier: 0000 0003 9198 5142
- Nederlandse Thesaurus van Auteursnamen: 241348617
- Virtual International Authority File: 285930773
- WorldCat: E39PBJth449WFWTw3Gqfwx3qQq